# Gabbioneta-Binanuova
Gabbioneta-Binanuova é uma comuna italiana da região da Lombardia, província de Cremona, com cerca de 968 habitantes. Estende-se por uma área de 15 km², tendo uma densidade populacional de 65 hab/km². Faz fronteira com Grontardo, Ostiano, Pescarolo ed Uniti, Pessina Cremonese, Scandolara Ripa d'Oglio, Seniga (BS).

## Demografia
| Variação demográfica do município entre 1861 e 2011                               |
|                                                                                   |
| Fonte: Istituto Nazionale di Statistica (ISTAT) - Elaboração gráfica da Wikipedia |